# Litauische Literatur
Litauische Literatur bezeichnet die in litauischer Sprache verfasste Literatur, deren Entwicklung von der mündlichen Volksüberlieferung über die ersten Heldenmythen bis zur Gegenwart immer wieder durch die administrative Bevorzugung anderer Sprachen oder Druckverbote gehemmt wurde.

## Die mündliche Überlieferung
Die mündliche Überlieferung Litauens reicht weit zurück. Neben den bereits im 10. Jahrhundert erwähnten Liedern in litauischer Sprache (Dainos) mit ihrem oft dunklen mythologischen Gehalt, die in Fragmentform seit dem 16. Jahrhundert überliefert wurden und deren künstlerischer Wert bereits Herder und Lessing auffiel, gehören die im 13. Jahrhundert zum ersten Mal erwähnten Raudos („Klagelieder“; Singular: Rauda) zu den ältesten Schöpfungen der litauischen Volksliteratur. Sie unterscheiden sich von den Dainos durch eine komplexere künstlerische Gestaltung in gehobener Sprache; meist wurden sie wohl rezitiert und durch Improvisation der Situation entsprechend abgewandelt. Unterschieden wurden Totenklagen, Hochzeitsklagen der Braut und Klagen in Not- und Kriegszeiten.
Nach dem Aufstieg Litauens zu einer ethnisch und sprachlich heterogenen Großmacht, also in der Zeit vom 15. bis zur Mitte des 17. Jahrhunderts, entstanden die litauischen Heldenmythen, so der Mythos vom Traum des Großfürsten Gediminas und der Gründung von Vilnius. Diese Mythen wurden teils erst im 19. Jahrhundert zusammengetragen. Seit Mitte des 16. Jahrhunderts finden sich deutliche Spuren der katholischen und protestantischen Mission in dieser Mythologie, die – abgelöst von ihrer Ursprungssprache, dem Litauischen – zum Element der späteren Nationenbildung wurde. Der Kult um Vytautas und um die Schlacht bei Žalgiris (dt. Tannenberg, poln. Grunwald) im Jahr 1410 wurde ethnisch übergreifend gepflegt. Von den litauischen Tataren, die im 14. Jahrhundert aus den Khanaten der südlichen Steppen zuwanderten und eine starke Militärkaste bildeten, wurde Vytautas sogar als „Förderer des Islams“ verehrt.

## Frühe Schriftsprache
Den Anfang des Schrifttums im Gebiet des heutigen Litauens bildeten die in kirchenslawischer Kanzleisprache verfassten Chroniken des Großfürstentums Litauen wie die Chronik von Bychowiec aus dem frühen 16. Jahrhundert. Das Kirchenslawische war Litauern, Slawen und einigen anderen Gruppen verständlich. Im religiösen Schrifttum herrschte die lateinische Sprache, zuletzt noch im Werk des jesuitischen Dichters Maciej Sarbiewski. Danach dominierte die ruthenische Sprache (meist in kyrillischer Schrift). Die unterworfenen Weißruthenen waren den Litauern zunächst kulturell überlegen. Ihre Sprache wurde – vermischt mit polnischen und litauischen Elementen – zunächst als Kanzleisprache verwendet, aber seit dem 17. Jahrhundert durch die polnische Sprache (in lateinischer Schrift) verdrängt. Vor allem bei den Oberschichten ging das Verständnis für die litauische Sprache im Laufe der Zeit daher stark zurück.
Die ruthenisch sprechenden Lipka-Tataren benutzten noch lange ihre arabische Schrift, die Karäer wiederum sprachen Tatarisch, schrieben es aber in hebräischer Schrift. So stellte Litauen in sprachlicher Hinsicht – auch fehlender klarer Sprachgrenzen – einen sprachlichen Flickenteppich dar.

## Kampf zwischen Reformation und Gegenreformation (1570–1770)
Das Herzogtum Preußen, der weltliche Nachfolger des Deutschordensstaates, wurde 1525 als erstes europäisches Fürstentum protestantisch. Hier entstand ein Bedarf an religiösen Schriften in der Muttersprache der dort seit dem 15. und 16. Jahrhundert ansässigen preußischen Litauer. Basierend auf der polnischen Fassung von Martin Luthers Katechismus verfasste der evangelische Pfarrer Martynas Mažvydas (ca. 1510/20–1563) mit Catechismusa Prasty Szadei 1542 das erste Buch in litauischer Sprache, das jedoch im eigentlichen Litauen nicht benutzt werden durfte. Auch die anderen frühen Schriften der litauischen Sprache waren geistlichen Inhalts, darunter das Gesangbuch von Baltramiejus Willentas (Bartholomäus Willent, ca. 1525–1587) und die Übersetzung des Neuen Testaments von Johannes Bretke (Jonas Bretkūnas, 1536–1602), die wohl wegen Bretkes philologischen Genauigkeit und Tausender Anmerkungen lange Zeit nicht gedruckt werden konnte und schließlich verboten wurde. Sein Manuskript diente jedoch als Grundlage für spätere Editionen. Seine Predigten, die er in Litauisch und Altpreußisch hielt, druckte er in einer Postille.

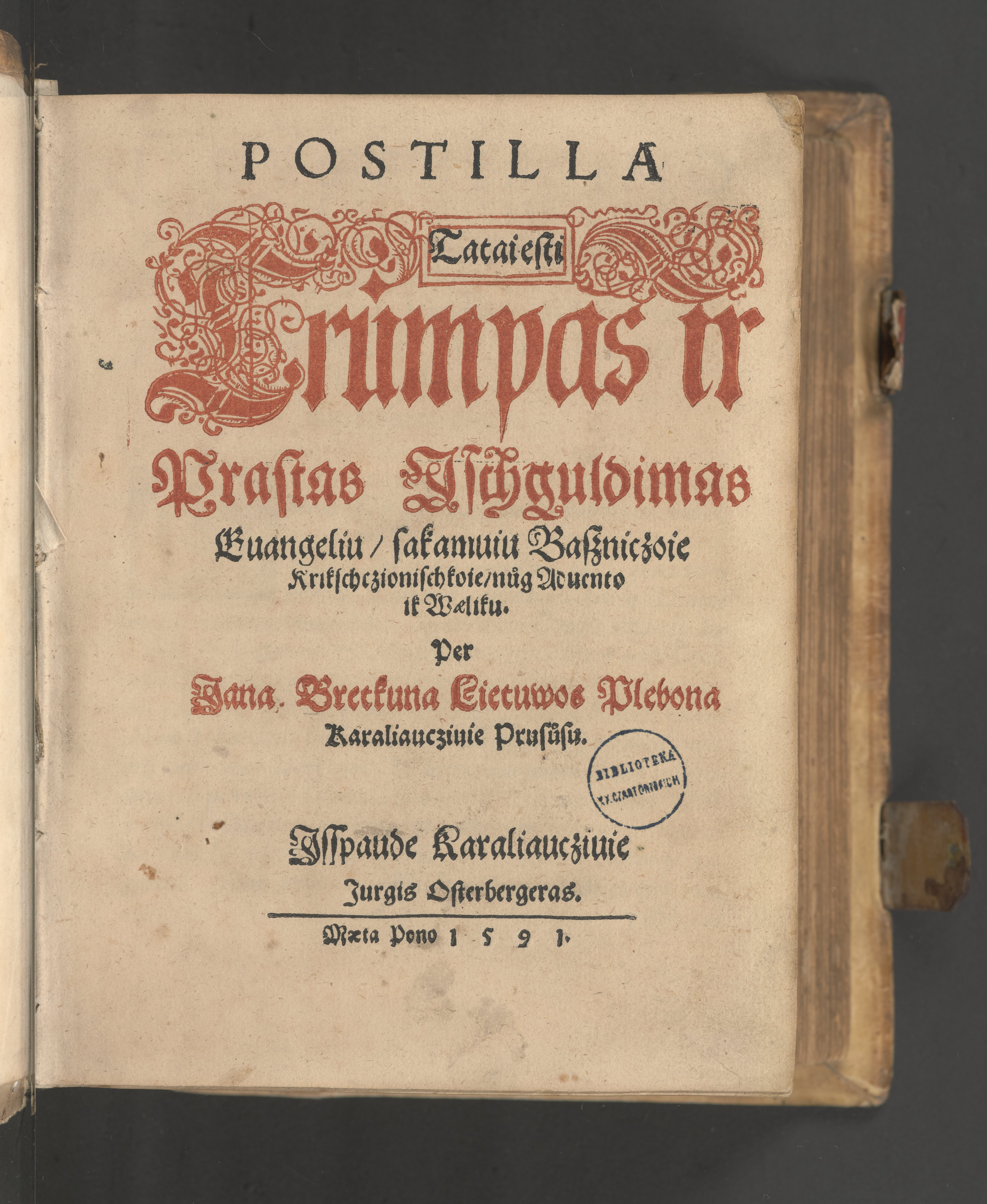
Titelblatt der Postille von Johannes Bretke

Altlitauische Übersetzungen des Neuen Testaments und der gesamten Bibel erschienen zuerst 1701 bzw. 1735 in Königsberg, litauische Grammatiken und Wörterbücher wurden im 18. Jahrhundert von den protestantischen Pastoren in Preußisch-Litauen herausgegeben. Der protestantische Pfarrer Stanislovas Rapalionis war der erste litauische Dichter, der ein Passionslied in litauischer Sprache dichtete. Mit der Ansiedlung von Deutschen, Österreichern, Franzosen und Schweizern in das dünn besiedelte Preußisch-Litauen kam es auch zu „Kulturimporten“: 1706 erschienen die Fabeln des Äsop in litauischer Übersetzung. Um 1765/70 verfasste der Pfarrer Kristijonas Donelaitis das Epos Metai („Jahreszeiten“, dt. 1818), das als erstes belletristisches Werk eines Litauers zuerst in deutscher Sprache gedruckt wurde. Donelaitis kritisierte den Mangel an Frömmigkeit und die Untugenden, die die Zuwanderer aus dem Westen und Süden mitbrachten: Kneipenbesuch, Spiel, Tanz, Trunk, Zank und Streit.
Die Gegenreformation im eigentlichen Litauen wirkte seit 1570 hemmend auf die Herausbildung einer litauischen Schriftsprache. Im 17. Jahrhundert wurden die Grundsätze des Humanismus, zu denen vor allem die religiöse Toleranz gehörte, praktisch vollständig verdrängt. Die protestantischen Bücher, die mit Ausnahme von Bretkūnas’ Bibelübersetzung im samogitischen westlitauischen Dialekt verfasst waren, wurden verbrannt, die Druckereien geschlossen, und viele evangelische Litauer mussten nach Preußen fliehen.

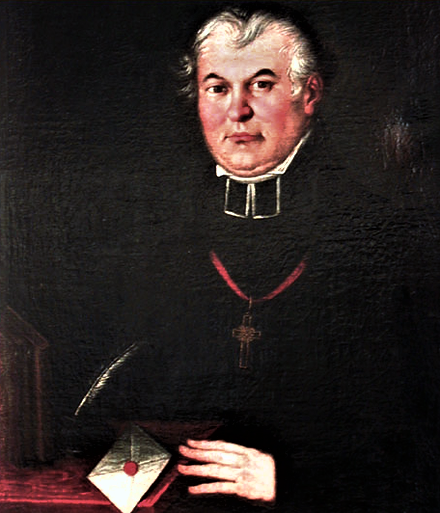
Konstantinas Sirvydas

Der Jesuit Konstantinas Sirvydas gab 1619 ein dreisprachiges litauisch-polnisch-lateinisches Wörterbuch heraus, da das Litauische immer weniger verstanden wurde. Es erlebte viele Neuauflagen. 1629 folgten seine Predigten (Punktai Sakymų) in litauischer Sprache; diese dienten auch als Lehrbuch zum Erlernen des Litauischen zu Missionszwecken. So wurde das Litauische zunehmend durch das Polnische verdrängt, welches die einheimischen Eliten nach der Union mit Polen übernahmen. Die barocken Predigten und das barocke Theater waren für dieses städtische Publikum bestimmt. Vilnius wurde zu einer polnischen Stadt, die Gelehrten der Universität Vilnius sprachen Latein, die Juden Jiddisch. Im späten 18. Jahrhunderts ging die litauische Sprache schließlich ganz unter. Die Lexik wurde polnisch, nur die Grammatik blieb litauisch.
Die aufgeklärten Reformen vor der letzten polnischen Teilung kamen zu spät für die Entwicklung einer einheitlichen litauischen Schriftsprache und Literatur. 1794/95 fiel Litauen unter zaristische Herrschaft; viele Intellektuelle emigrierten nach Frankreich. Gleichzeitig zogen viele russische Juden in den ihnen vom Zaren zugewiesenen Ansiedlungsrayon im westlichen Zarenreich, vor allem nach Wilna, wo sich seit etwa 1770 – ausgehend von Preußen – eine eigene jüdische Aufklärung (Haskala) entwickelt hatte, deren Vertreter in jiddischer Sprache publizierten.

## Das 19. Jahrhundert
Ein Kennzeichen der Literatur im Bereich des seit der letzten polnische Teilung von 1795 bestehenden russischen Generalgouvernements Wilna, das eine etwas größere Fläche als das heutige Litauen umfasste, war ihre Mehrsprachigkeit. Neben litauisch (auf dem Lande) und polnisch wurde in Russisch-Litauen Weißrussisch und vor allem in Vilnius hebräisch und jiddisch gesprochen. In Preußisch-Litauen (dem litauischsprachigen Teil Ostpreußens um Tilsit) wurde neben litauisch auch deutsch gesprochen.

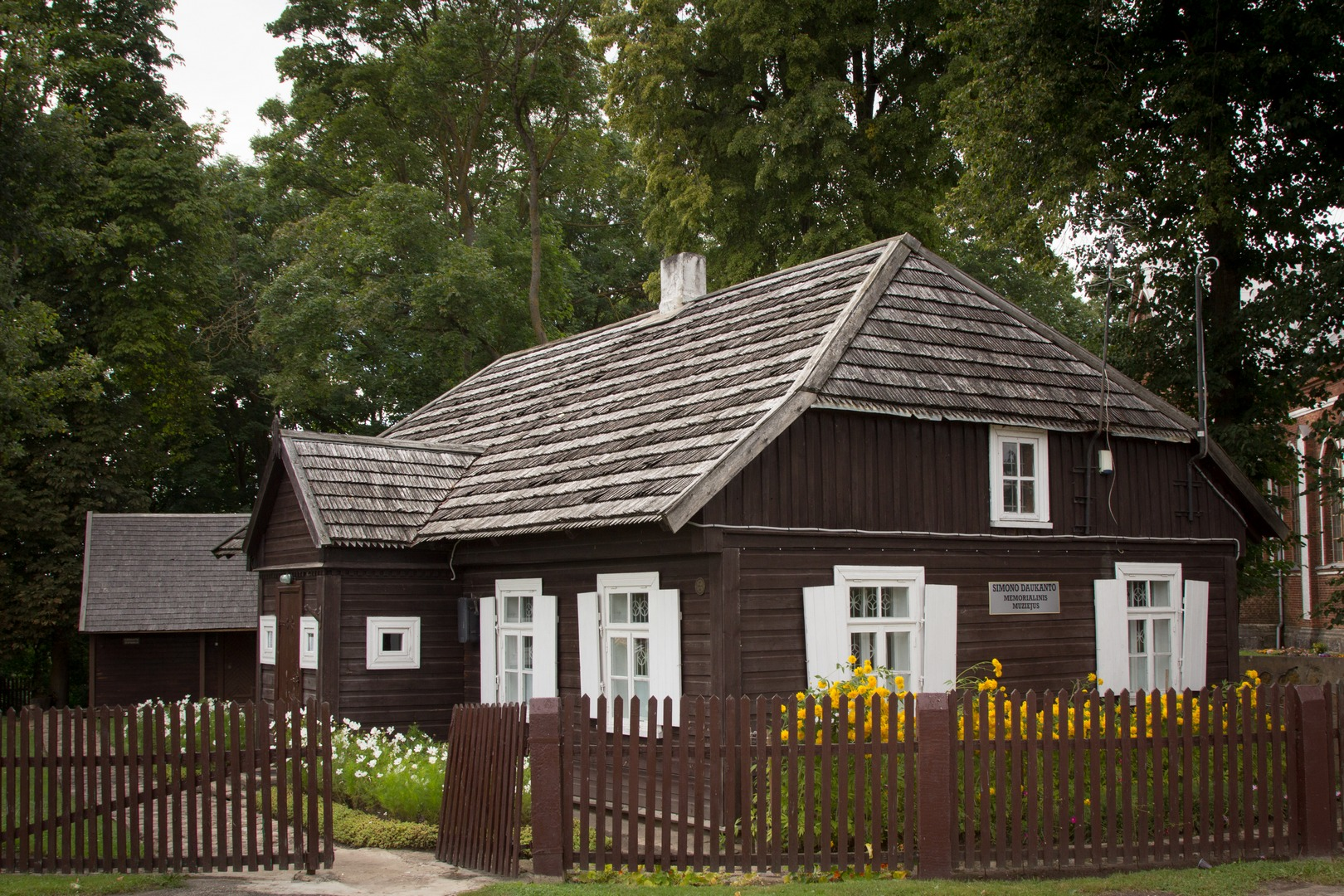
Das Simonas-Daukantas-Museum in Papilė, Rajongemeinde Šiauliai (2013)

Die russische Herrschaft tolerierte und förderte anfangs die litauischen Traditionen. Zu Beginn des 19. Jahrhunderts erfolgten erste Bestrebungen zur „Reinigung“ der litauischen Sprache von polnischen Wortstämmen. Dies ist vor allem das Werk des Historikers Simonas Daukantas, der in abgelegenen Gegenden buchstäblich nach verschollenen litauischen Wörtern suchen musste und mit seinen Schülern eine systematische Sprachentwicklung betrieb, indem er polnische durch litausche Wortstämme ersetzte. Der erste Gedichtband in litauischer Sprache, der freilich noch von polnischen Liedformen beeinflusst war, stammt von Antanas Strazdas und wurde 1814 gedruckt. Das Gedicht Die Jahreszeiten (Metai), in dem der deutsch-litauische protestantische Pfarrer und „bodenständige Aufklärer“ Kristijonas Donelaitis (Christian Donalitius) im 18. Jahrhundert das Leben der Leibeigenen im Jahreszyklus in 3000 Hexametern beschrieb, wurde erst im 19. Jahrhundert als große dichterische Leistung erkannt und von Ludwig Rhesa (1818) in gekürzter Fassung, dann erneut von August Schleicher (Petersburg 1865) und Georg Nesselmann (Königsberg 1868) herausgegeben. 1977 nahm die UNESCO das Werk in die Bibliothek der literarischen Meisterwerke auf.
Schleicher und Nesselmann sammelten auch zahlreiche litauische Märchen, Sagen und Volkslieder und übersetzten sie aus den verschiedenen Dialekten. Die von Deutschen begonnene Erforschung des in seinem Umfang kaum zu überschauenden Materials litauischer Volkslieder und Legenden wurde seit etwa 1830 von Litauern selbst fortgesetzt, u. a. von Simonas Stanevičius, Liudvikas Adomas Jucevičius und Simonas Daukantas, später insbesondere von Antanas Juška.
Der polnische Adlige Józef Ignacy Kraszewski (litauisch: Juozapas Ignotas Kraševskis) schuf mit Anafielas (1840–1845) eine auf mythologischen Quellen basierendes Epos in polnischer Sprache über Vytautas (Witold), den Großfürsten von Litauen, nach dem Vorbild des Kalevala. Dessen erster Teil, Witolorauda („Klage des Witold“), wurde von Andrius Vištelis-Višteliauskas, einem Teilnehmer des polnischen Januaraufstands von 1863, ins Litauische übersetzt und hat den Rang eines litauischen Nationalepos. Vytautas, der Sieger der Schlacht bei Tannenberg (1410) (lit: Žalgirio) wurde über ethnische und Sprachgrenzen hinweg zu einer Integrationsfigur der litauischen Nationalbewegung.
Auch der Priester Antanas Baranauskas schrieb ursprünglich in polnischer Sprache, die von den gebildeten Schichten und vom Kleinadel gesprochen wurde. 1860/61 beschrieb er in seinem Gedicht Anykščių šilelis (Der Hain von Anykščiai) die Abholzung eines Waldes durch fremde Herren – eine Metapher, die sich wohl auf die Vernachlässigung der litauischen Sprache bezog. Baranauskas entwickelte unter dem Einfluss des polnischen Dichters Adam Mickiewicz, der sich selbst auch als Litauer verstand, das als „Bauernsprache“ geltende Litauische zu einer Literatursprache. Simonas Daukantas reinigte das Litauische von polnischen Wortstämmen, die sich seit dem 17. Jahrhundert verbreitet hatten.
Doch noch zur Mitte des 19. Jahrhunderts konkurrierten drei litauische Idiome um die Erhebung zur Schriftsprache. 1829 erschien das erste Buch im schemaitischen Dialekt Westlitauens, der von der (ausgestorbenen) kurischen Sprache beeinflusst ist. In der Folgezeit wurde dieser Dialekt jedoch nicht standardisiert; er wird heute in Printmedien kaum benutzt. Als Schriftsprache setzte sich der westliche Zweig des Aukschtaitischen durch, der um Kaunas und Klaipeda gesprochen wurde.
Nach dem Aufstand von 1863 bestand von 1864 bis 1904 eine zaristische Order, wonach Bücher nur in kyrillischer Schrift gedruckt werden durften, was die weitere Standardisierung der Schriftsprache stark behinderte und die Verbreitung des Russischen förderte – ganz abgesehen von der Diskriminierung der Katholiken in öffentlichen Ämtern. Viele litauische Bücher in lateinischer Schrift mussten in Preußen herausgegeben werden. Zwischen Tilsit und Litauen florierte daher Ende des 19. Jahrhunderts der Buchschmuggel. Einer der bekanntesten Buchschmuggler war Vincas Juška (1860–1939).
Erst kurz vor der Unabhängigkeit setzte sich der westhochlitauische (aukschtaitische) Dialekt unter dem Einfluss der Arbeiten von Friedrich Kurschat (Frydrichas Kuršaitis), der sich auch um die Publikation der Dainos verdient machte, und Jonas Jablonskis als Standardschriftsprache durch.
Gleichzeitig konnte sich in Litauen eine jiddische Literatur in einem Umfang wie sonst kaum in einem anderen europäischen Land entfalten. Ein Vertreter der deutsch-litauischen Variante des Jiddischen war Eisik Meir Dick. Viele Druckereien befanden sich in zaristischer Zeit in jüdischer Hand. Die Erstarkung des litauischen Nationalbewusstseins nach 1918 führte jedoch zum Niedergang der jiddischen Literatur und zu antisemitischen Äußerungen etlicher litauischer Schriftsteller. Aus Kaunas stammt auch der von der französischen Romantik beeinflusste Begründer des modernen hebräischen Romans, Abraham Mapu.

## Nationale Romantik und frühe Moderne
Als erstes Werk der litauischen Moderne gilt das Gedicht Pavasario balsai (Frühlingsstimmen) des Priesters Jonas Mačiulis (Maironis) von 1895, der auch Werke der Volkskultur neu gestaltete und popularisierte, z. B. die Legende von Jūratė und Kastytis (1920).
1904 wurde das Druckverbot für litauische Bücher in lateinischen Lettern aufgehoben. Es war ohnehin durch den Bücherschmuggel aus Preußen und durch den Boykott von litauischen Büchern in kyrillischer Schrift unterlaufen worden. Dadurch trat die litauische Nationalbewegung mit ihrer legalen Zeitung Vilniaus žinios ans Tageslicht, geriet aber sofort in Konkurrenz mit der polnischen und der sich formierenden weißrussischen Nationalbewegung.
Die litauische Literatur der ersten Zeit der Unabhängigkeit nach 1918 war vor dem Hintergrund des Konflikts zwischen litauischen, polnischen und russischen durch die nationale Romantik des Maironis geprägt. Daneben entwickelte sich der litauische Symbolismus (Balys Sruoga und Vincas Mykolaitis-Putinas, 1894–1967). Lange Zeit dominierte die Versdichtung; die Themen entstammten oft dem ländlichen Leben.

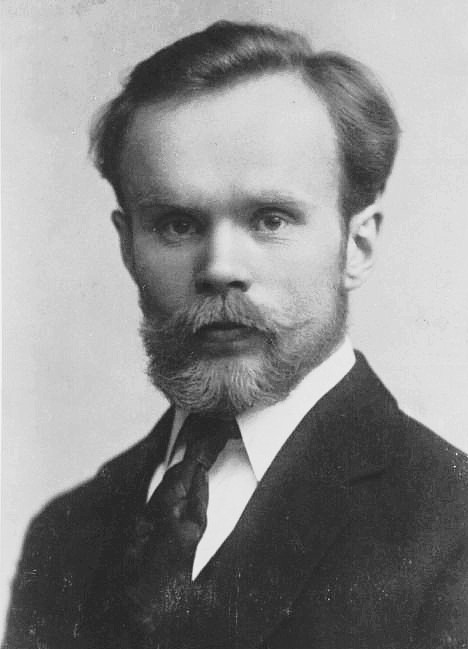
Ignas Šeinius, eigentlich Ignas Jurkūnas (1920)

Der hochgebildete Ignas Šeinius veröffentlichte vor dem und während des Ersten Weltkriegs sowie in der Zwischenkriegszeit Romane, eine Komödie und kunst- sowie kulturhistorische Schriften. Sein Hauptwerk Kuprelis (1913) nutzt die impressionistische Technik des Bewusstseinsstroms; es handelt vom Trost der Philosophie, die ein Mensch mit Behinderung findet, dessen Angebetete durchgebrannt ist. In seinem satirischen Roman Siegfried Immerselbe atsijaunina (1934) karikiert er die nationalsozialistische Rassentheorie. Šeinius, der als litauischer Diplomat in den nordischen Ländern tätig war, flüchtete 1940 nach Schweden und schrieb dort in schwedischer Sprache.
Der litauische Putsch nach faschistischem Vorbild 1926 vertrieb Šeinius und andere Intellektuelle zeitweise aus dem Land, doch wurde die Lyrikproduktion nicht nachhaltig behindert. Für seine Gedichte nutzte der Lyriker Oscar Milosz (1877–1939), der auch Volksmärchen sammelte, die französische Sprache. Zunächst nur in russischer, seit 1927 auch in litauischer Sprache schrieb der Symbolist Jurgis Baltrušaitis (1873–1944), der als Diplomat und Übersetzer skandinavischer Literatur arbeitete. Der Avantgardist Kasys Binkis (1893–1942) knüpfte an den europäischen Futurismus und Expressionismus an. Mit Antanas Rimydis und anderen wandte er sich einer Neugestaltung der litauischen Metrik zu.
Ein eigentümlicher, teils katholisch-neoromantisch beeinflusster, teils avantgardistischer litauischer Existentialismus bildete sich um die Zeitschriften Granitas (1930) und Naujoji Romuva (1931). Zu seinen Vertretern zählt die bedeutendste Lyrikerin ihrer Zeit, Salomėja Nėris, der von Neoromantik und Expressionismus beeinflusste Jonas Kossu-Aleksandravičius (später unter dem Namen Jonas Aistis in den USA tätig) sowie Bernardas Brazdžionis, der den symbolistischen Stil bis zur Perfektion weiter entwickelte.
Vilius Storosta (Vydūnas) und Kazys Puida (1883–1945) können als Vertreter des (neo-)romantischen bzw. impressionistischen Theaters vor und nach dem Ersten Weltkrieg gelten. Jurgis Savickis (1890–1952), Theaterdirektor und Diplomat, war ein bedeutender vom Modernismus geprägter Prosaautor der Zwischenkriegszeit.

## Exilliteratur
Zahlreiche litauische Autoren wie Brazdžionis, Radauskas, Savickis, Kossu-Aleksandravičius (seit 1952 unter dem Pseudonym Jonas Aistis dauerhaft in den USA), Algirdas Landsbergis und der symbolistische Lyriker Alfonsas Nyka-Niliūnas gingen 1941 bis 1944 ins Exil, nachdem Litauen durch die deutsche und sowjetische Besatzung schwer getroffen war. Im US-Exil erschien der Roman Baltoji drobule („Das weiße Leintuch“, dt. 2017) von Antanas Škėma über das Leben eines litauischen Liftboys in New York und die Anpassungsprobleme der Exilanten in der US-Gesellschaft. Škėma überwand die nationalromantische Fixierung der Zwischenkriegszeit und bediente sich der Techniken des modernen Romans. Ebenfalls in den USA erschienen Miskais ateina ruduo („Der Herbst schreitet durch die Wälder“) von Marius Katiliskis sowie Bände mit Erzählungen von Savickis. Der Lyriker Tomas Venclova emigrierte 1977 in die USA. Die jüngere Generation der Exilanten entwickelte die litauische Literatur weiter in Richtung der zeitgenössischen amerikanischen oder westeuropäischen Prosa.
Eduardas Mieželaitis floh 1943 vor der deutschen Besatzung nach Moskau. Dort veröffentlichte er seinen ersten Gedichtband und schuf in den 1960er Jahren eine an den Futurismus anknüpfende experimentelle Lyrik. Auch Salomėja Nėris ging nach Moskau ins Exil.
Der im heutigen Litauen geborene Czesław Miłosz, seit 1951 im französischen Exil und seit 1970 amerikanischer Staatsbürger, schrieb in polnischer Sprache. Er erhielt 1980 den Nobelpreis für Literatur.

## Nachkriegszeit
In den Nachkriegsjahren schrieb der Dichter und Dramaturg Balys Sruoga (1896–1947) seinen Dievų miškas (Der Götterwald), einen realistisch-grotesken Roman über seine Erfahrungen im nationalsozialistischen KZ Stutthof. Die im Land verbliebenen Autoren konnten Ende der 1950er Jahre unter dem Einfluss Mieželaitis', der auch auf die russische Literatur zurückwirkte, an die litauische Dichtung der 30er Jahre anknüpfen. Vertreter des sozialistischen Realismus in Litauen waren neben dem Erzähler Juozas Baltušis der Dramatiker Juozas Grušas, der schon seit 1928 realistische Prosatexte veröffentlicht hatte, und die Erzähler P. Cvirka und M. Sluckis. Der dem Modernismus verpflichtete Lyriker Justinas Marcinkevičius gelang schon vor der Tauwetterperiode der Durchbruch zu einer weitgehend von ideologischen Restriktionen befreiten Dichtung, wobei er an die litauische Lyrik der 1930er Jahre anknüpfte. Aktuelle Probleme der 1960er und 1970er Jahre kleidete er in drei Historiendramen, wobei er patriotische Tendenzen der litauischen Literatur übernahm.
Erst seit den 1970er Jahren emanzipierten sich die litauischen Prosaautoren thematisch von den politischen Vorgaben. Die bei Memel geborene Ieva Simonaitytė (1897–1978) wurde bekannt durch neorealistische Familienromane aus ihrer Heimat. Der bedeutendste, künstlerisch kompromisslose Roman der späten sowjetischen Zeit ist Priesausrio vieskeliai („Die Landstraßen im frühen Morgen“) von Bronius Radzevičius (1940–1980). Postum wurden mehrere seiner Erzählungen veröffentlicht. Grigori Kanowitsch (1929–2023), der überwiegend in russischer Sprache, aber auch in litauischer Sprache schrieb, thematisierte die Situation der litauischen Juden; er emigrierte 1993 nach Israel.
Seit 1959 wurde ein systematischer Katalog von Volksliedertexte-Katalog beim Institut für litauische Sprache und Literatur der Akademie der Wissenschaften der Litauischen SSR erstellt, der am Ende der Sowjetzeit über 300.000 Aufzeichnungen umfasste.
Rezeptionsgeschichtlich widmet sich der Ostberliner Autor Johannes Bobrowski (1917–1965) in seinen Gedichten und Prosatexten der Erinnerung an Litauen als „Landschaft mit Leuten“, vor allem auch das Memelland. Das spiegelt sich in seinem letzten Roman „Litauische Claviere“ (1963), ein Buch über eine Oper, die 1936 in Tilsit über den deutsch-litauischen Pfarrer Kristijonas Donelaitis (Christian Donalitius) geschrieben werden soll.

## Nach der Unabhängigkeit 1990: Mythos und Markt
Nach der Unabhängigkeit erweiterte sich das Spektrum der literarischen Formen und Sujets. Juozas Šikšnelis (1950–2024) wurde durch seine anhaltende Produktion von Kriminalromanen populär, für die er vielfach ausgezeichnet wurde.
Der gesellschaftliche und literarische Identitätsdiskurs Litauens nach 1990 zeigt eine deutliche Spaltung der Literatur in eine konstruktiv-proeuropäische und eine reproduktiv-nationalistische Richtung, die sich vor allem an der kulturellen Tradition orientiert und sich gegenüber dem Fremden – sowohl gegenüber dem Westen als auch gegen den Osten – abgrenzt.
Zu letzterer Gruppe gehören z. B. Tomas Kondrotas, der seit Ende der 1980er Jahre in den USA lebt, sowie Romualdas Granauskas, der bereits seit 1954 Erzählungen und Romane zu Geschichte, Mythologie und bäuerlichen Traditionen Litauens verfasst hatte und durch den 2011 in deutscher Sprache erschienenen Roman Das Strudelloch (litauische Ausgabe 2009) bekannt wurde. Weiterhin patriotischen Themen verhaftet war auch der Lyriker Bernardas Brazdžionis, der 1989 aus dem Exil zurückkehrte und 2002 in Los Angeles starb.
Zum an Europa orientierten postmodernen Lager zählt der ebenfalls 2002 verstorbene Ricardas Gavelis, der in seinem Roman Vilniusser Poker (Poker in Vilnius) in obszöner Sprache nicht nur mit dem Kommunismus, sondern auch mit dem romantischen Nationalismus abrechnete. Jurgis Kunčinas (1947–2002) blickt im Plauderton auf den weit verbreiteten Eskapismus der Sowjetzeit in Litauen zurück. Der auch in Deutschland bekannte Roman Die Regenhexe von Jurga Ivanauskaitė wurde gleich nach der Veröffentlichung in Litauen (1992) verboten. Die Autorin betrachtete den Katholizismus sehr kritisch, was den Publikumserfolg in ihrem Heimatland bis heute erschwert. 45-jährig starb sie im Jahr 2007. Eine weitere Polarität der  neuen litauischen Literatur tut sich zwischen dem „alten“ katholischen und dem „neuen“ marktdominierten Litauen auf, welches ebenfalls kritisch gesehen wird.

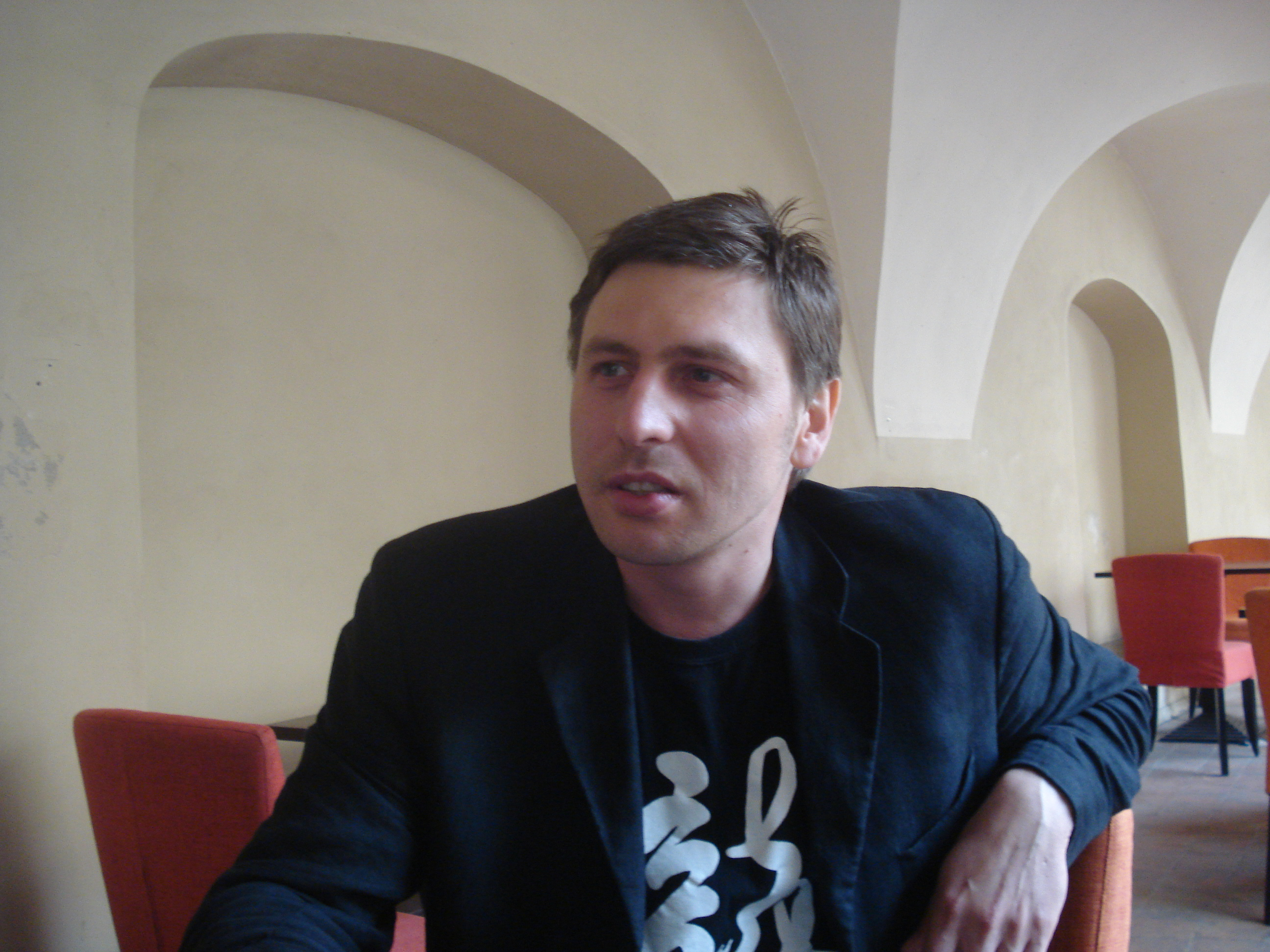
Marius Ivaškevičius (2008)

Ins Deutsche übersetzt wurden u. a. die Gedichte des in den USA geborenen Lyrikers und Essayisten Eugenijus Alisanka (* 1960), in dessen Werk sich die Identitätsprobleme Osteuropas spiegeln, die Satiren von Teodoras Četrauskas (1944–2024) über die sowjetische Zeit (Irgendwas, irgendwie, irgendwo, dt. 2002), die historische und kulturgeschichtliche Betrachtung Vilnius: Eine Stadt in Europa des Lyrikers und ehemaligen Yale-Professors Tomas Venclova, der Roman Žali (2001; dt. Die Grünen, 2012) über den Partisanenkrieg der 1950er Jahre von Marius Ivaškevičius sowie der Roman Mein Name ist Maryte (dt. 2015) des Regisseurs und Drehbuchautors Alvydas Šlepikas (* 1966), der das Schicksal der aus Ostpreußen nach Litauen geflohenen deutschstämmigen „Wolfskinder“ behandelt.
Marius Ivaškevičius nimmt eine vermittelnde Position zwischen den Lagern ein; für ihn ist der von den Nationalisten zum Mythos erhobene Partisanenkrieg kein Kampf zwischen in sich homogenen ethnischen Gruppen, sondern ein Bürgerkrieg: Litauer und Russen kämpften auf beiden Seiten, die Juden gerieten dabei zwischen die Fronten. Für Ivaškevičius ist damit auch die Unterscheidung zwischen einem gerechten und einem ungerechten Krieg hinfällig.  Das Werk von Markas Zingeris (* 1947) wird von den Problemen jüdischer Identität bestimmt, doch sieht er sich als litauischer Schriftsteller, der an eine lange Zeit des friedlichen Zusammenlebens erinnert und in seinem Roman „Vierhändig spielen“ (2003) an die Rettung von Juden aus dem Ghetto durch Litauer erinnert.
1994 wurde die Literaturzeitschrift Naujoji Romuva neu gegründet. 2002 war Litauen das Partnerland der Frankfurter Buchmesse, 2017 das Schwerpunktland der Leipziger Buchmesse. Der starke Bevölkerungsrückgang, die verbreitete Armut und eine Reihe von Finanzkrisen haben den Buchmarkt stark in Mitleidenschaft gezogen.